# Phalacrocorax magellanicus
El cormorán cuello negro (Argentina) o cormorán de las rocas o roquero (Chile) (Phalacrocorax magellanicus), también denominado cormorán magallánico es una especie de ave suliforme perteneciente a la familia Phalacrocoracidae. Habita las costas de la Patagonia en América del Sur.

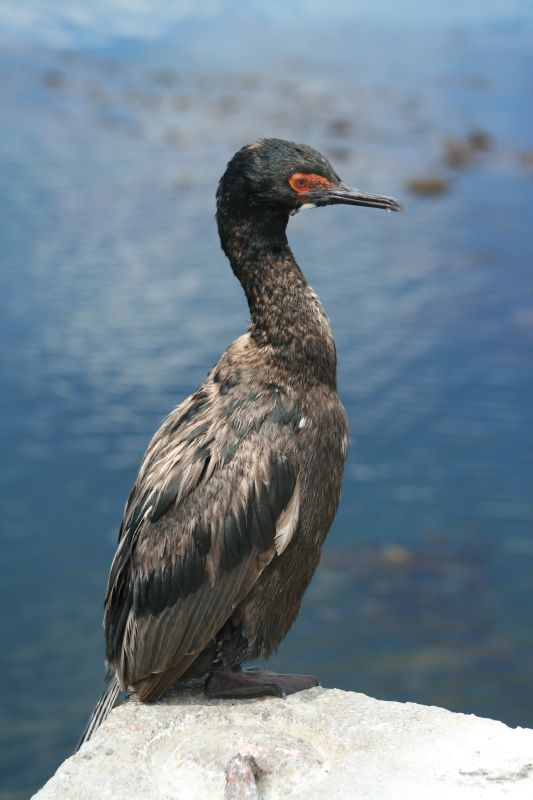
Ejemplar juvenil en las Islas Malvinas.

## Descripción
Mide entre 65 y 70 cm. Desde la cabeza y hasta la base del cuello negros con brillo azul acerado (principalmente en el período reproductivo); pequeña mancha blanca entre la zona auricular y la mejilla. Manto y cubiertas alares verde oscuro tornasolado; resto de las partes superiores negras. Pecho, abdomen y subcaudales blancas. Cola negra. Patas color carne. Pico negro con zonas desnudas en la base y lorums de color ladrillo a anaranjado. Ojos rojos a variables. En la época pre-nupcial exhibe un moño satinado en la cabeza. En la época post-nupcial la garganta es blanquecina.
El juvenil es todo negro, negro pardusco en las partes superiores durante uno o dos meses y después se va manchando de blanco.

## Distribución y hábitat
Esta ave se encuentra en las costas del sur de Argentina y Chile, incluyendo Tierra del Fuego y las islas Malvinas. Puede ser encontrado invernando tan al norte como Uruguay, en el Atlántico como Valparaíso en el Pacífico.

Habita en costas rocosas y acantilados, en aguas costeras.

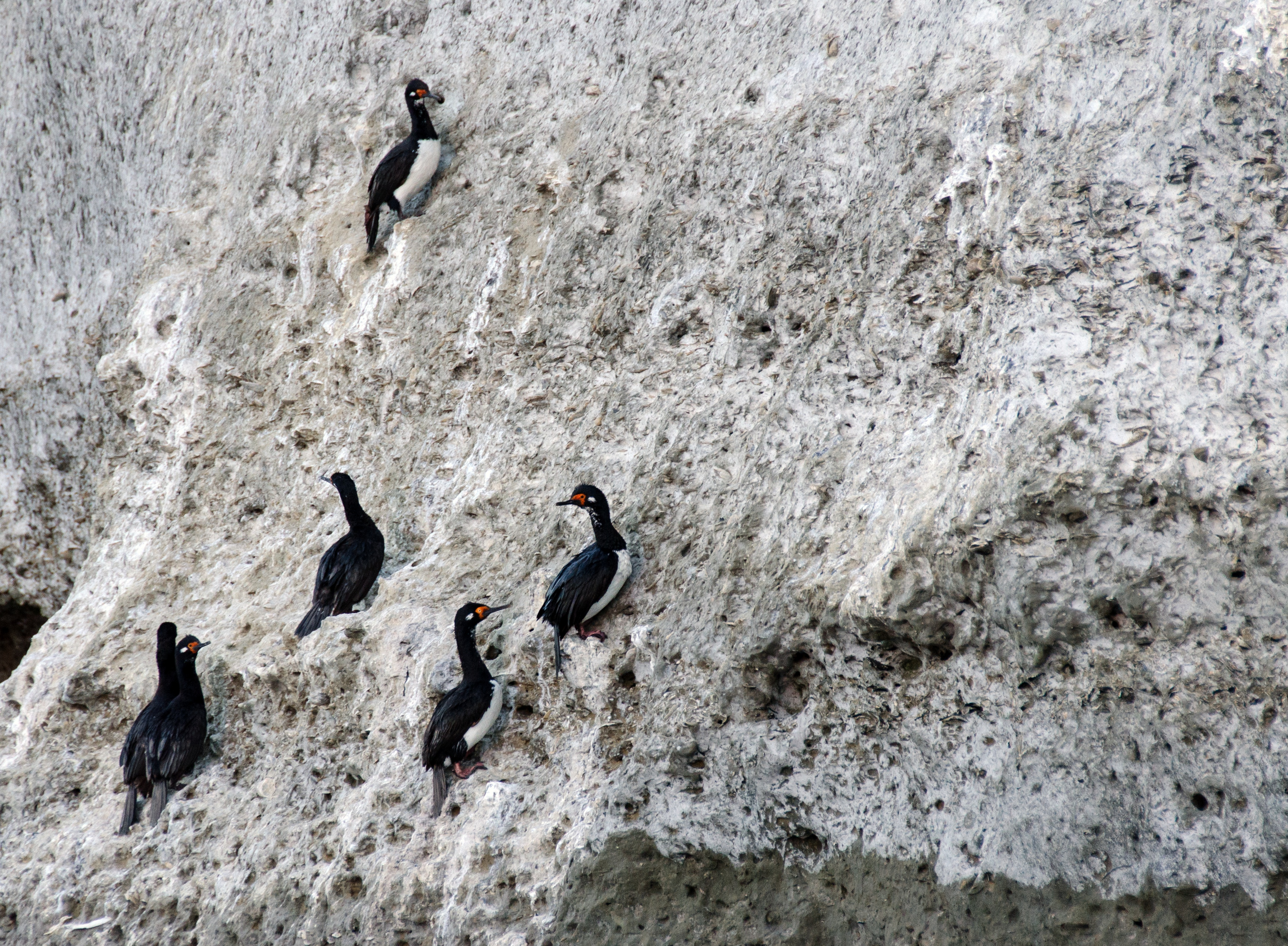
Phalacrocorax magellanicus o cormorán roquero en la costa de la Península Valdés, se puede apreciar la causa de su nombre por anidar en los acantilados rocosos.

## Comportamiento
Esta especie forma colonias de pequeño tamaño de entre 2 y casi 400 nidos, en cuyas cercanías permanece todo el año, a diferencia de otras especies de cormoranes como el Imperial. Construyen sus nidos en los acantilados rocosos de la costa marina, aprovechando pequeñas saliencias de la roca; tanto en la costa continental como en islas. Debido a esto también se lo llama cormorán roquero. Aunque es probable que los adultos no ocupen sus nidos en forma permanente a lo largo del año.

### Alimentación
El cormorán magallánico es un cazador zambullidor impulsado por sus pies. Generalmente pesca hasta 5  km de la colonia, y come una variedad de peces, principalmente bentónicos. Lo hace durante las horas diurnas con salidas ocasionales en horas nocturnas, en noches de luna, cuando caza en las mismas áreas y profundidades que durante el día. Caza solitario, estrictamente en áreas costeras y se alimenta en el fondo del mar de presas asociadas a lechos marinos arenosos y con algas. Se zambulle a una profundidad promedio de 12,5 m.

### Reproducción

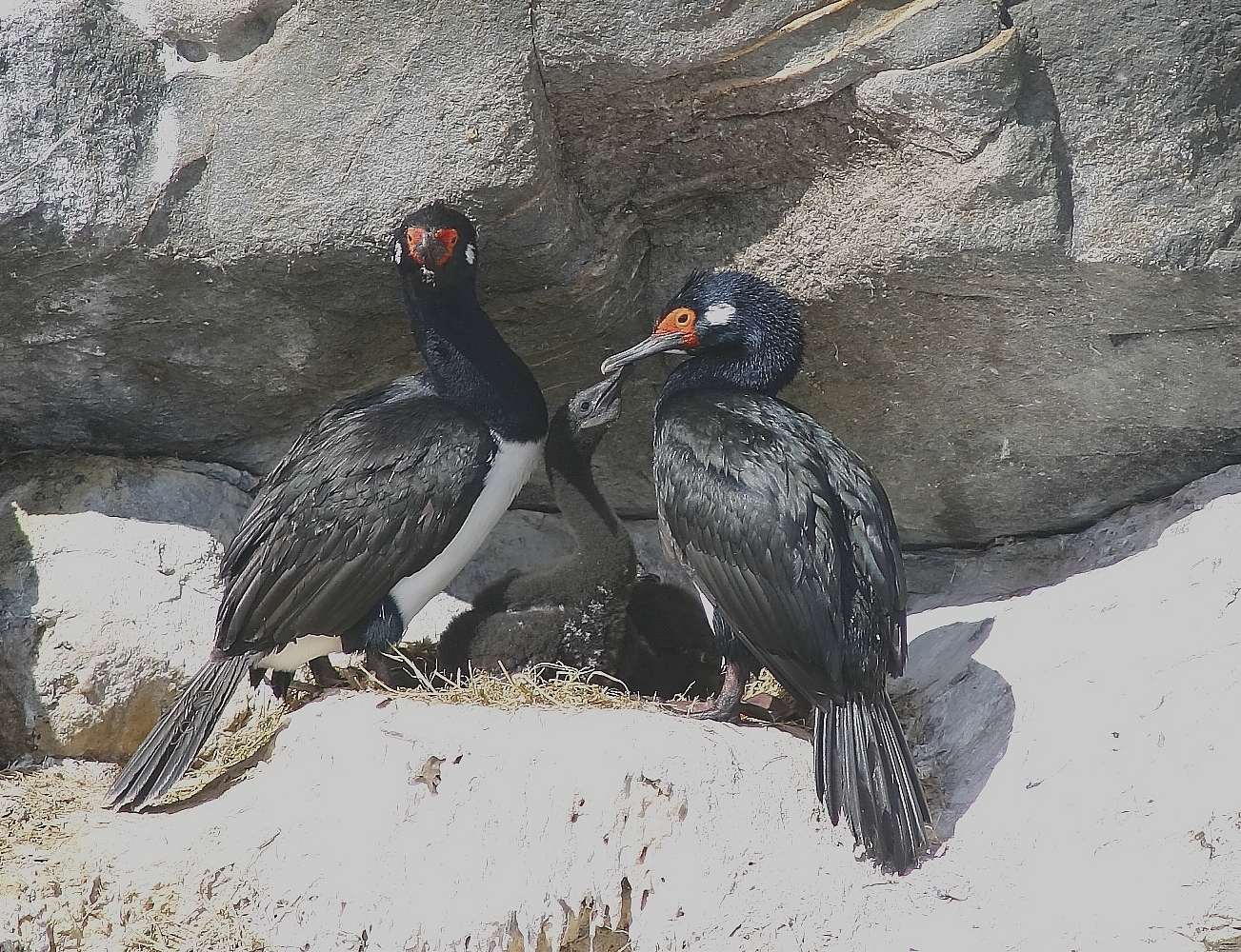
Una pareja alimentando su cría en el canal Beagle

Anida en partes planas de riscos que enfrentan el mar, construyendo su nido con algas marinas. La nidada es de 2 a 4 huevos, idénticos a los de otros cormoranes, pero midiendo aproximadamente 58 x 38 mm. Ponen durante el mes de noviembre, incubándolos por aproximadamente 30 días. Luego los pichones son alimentados por 45 días por ambos padres.

## Sistemática

### Descripción original
La especie P. magellanicus fue descrita por primera vez por el naturalista alemán Johann Friedrich Gmelin en 1789 bajo el nombre científico Pelecanus magellanicus; localidad tipo «Tierra del Fuego y Staten Island»

### Taxonomía
Es monotípico. Algunas veces es colocado en el género Stictocarbo.